# Zelotes tropicalis
Zelotes tropicalis är en spindelart som beskrevs av FitzPatrick 2007. Zelotes tropicalis ingår i släktet Zelotes och familjen plattbuksspindlar. Inga underarter finns listade i Catalogue of Life.